# League of Ireland Premier Division
League of Ireland Premier Division (irl. Príomhroinn Sraith na hÉireann) – najwyższa w hierarchii klasa męskich ligowych rozgrywek piłkarskich w Irlandii, będąca jednocześnie najwyższym szczeblem centralnym (I poziom ligowy), utworzona w 1985 roku i od samego początku zarządzana przez Irlandzki Związek Piłki Nożnej (FAI) i League of Ireland (w 2006 obie instytucje formalnie połączyły się). Zmagania w jej ramach toczą się cyklicznie (co sezon) i przeznaczone są dla 10 najlepszych krajowych klubów piłkarskich. Jej triumfator zostaje Mistrzem Irlandii, zaś najsłabsze drużyny są relegowane do League of Ireland First Division (II ligi irlandzkiej).

## Historia
Mistrzostwa Irlandii w piłce nożnej rozgrywane są od 1921 roku. W sezonie 1921/22 startowała pierwsza edycja rozgrywek w lidze zwanej A Division zarządzana przez League of Ireland. W 1985 nastąpiła reforma rozgrywek. League of Ireland została wówczas podzielona na 2 ligi: League of Ireland Premier Division (pierwszy poziom rozgrywkowy) i League of Ireland First Division (drugi poziom rozgrywkowy). Łącznie obie ligi skupiają około 20 drużyn. Oprócz zespołów z Irlandii, w lidze gra również katolicki klub z Irlandii Północnej, Derry City. Po zakończeniu sezonu 2002/03 zmienił się system rozgrywek. W 2003 po raz pierwszy startowały rozgrywki systemem wiosna-jesień. League of Ireland zawsze ściśle współpracowała z FAI, a w 2006 roku obie instytucje formalnie połączyły się. Głównym jej sponsorem jest firma telekomunikacyjna Airtricity.

## System rozgrywek
Obecny format ligi zakładający rozgrywki w 4 koła obowiązuje od sezonu 2018.
Rozgrywki składają się z 36 kolejek spotkań rozgrywanych pomiędzy drużynami systemem kołowym. Każda para drużyn rozgrywa ze sobą cztery mecze – dwa w roli gospodarza, dwa jako goście. Od sezonu 2018 w lidze występuje 10 zespołów. W przeszłości liczba ta wynosiła od 8 do 16. Drużyna zwycięska za wygrany mecz otrzymuje 3 punkty (do sezonu 1992/93 2 punkty), 1 za remis oraz 0 za porażkę.
Zajęcie pierwszego miejsca po ostatniej kolejce spotkań oznacza zdobycie tytułu Mistrzów Irlandii w piłce nożnej. Mistrz Irlandii kwalifikuje się do eliminacji Ligi Mistrzów UEFA. Druga oraz trzecia drużyna zdobywają możliwość gry w Lidze Europy UEFA. Również zwycięzca Pucharu Irlandii startuje w eliminacjach do Ligi Europy lub, w przypadku, w którym zdobywca krajowego pucharu zajmie pierwsze miejsce w lidze – możliwość gry w eliminacjach do Ligi Europy otrzymuje również czwarta drużyna klasyfikacji końcowej. Zajęcie ostatniego miejsca wiąże się ze spadkiem drużyny do League of Ireland First Division.
W przypadku zdobycia tej samej liczby punktów, klasyfikacja końcowa ustalana jest na podstawie wyniku dwumeczu pomiędzy drużynami, w następnej kolejności, w przypadku remisu – na podstawie różnicy bramek w pojedynku bezpośrednim, następnie na podstawie ogólnego bilansu bramkowego osiągniętego w sezonie, większej liczby bramek zdobytych oraz w ostateczności za pomocą losowania.

## Skład ligi w sezonie 2025
| Uczestnicy poprzedniej edycji | Uczestnicy poprzedniej edycji | Uczestnicy poprzedniej edycji | Uczestnicy poprzedniej edycji |
| --- | ----------------------------- | ----------------------------- | ----------------------------- |
| SHB | Shelbourne FC                 | Dublin                        | 1                             |
| SHR | Shamrock Rovers               | Dublin                        | 2                             |
| STP | St. Patrick’s Athletic        | Dublin                        | 3                             |
| DER | Derry City                    | Derry                         | 4                             |
| GAU | Galway United                 | Galway                        | 5                             |
| SRS | Sligo Rovers                  | Sligo                         | 6                             |
| WAT | Waterford                     | Waterford                     | 7                             |
| BOD | Bohemian F.C.                 | Dublin                        | 8                             |
| po barażach |                               |                               |                               |
| DRU | Drogheda United               | Drogheda                      | 9                             |
| Spadek z Premier Division 2024 |                               |                               |                               |
| DUN | Dundalk F.C.                  | Dundalk                       | 10                            |
| Awans z First Division 2024 |                               |                               |                               |
| COR | Cork City                     | Cork                          | 1                             |
| UCD | University College Dublin     | Dublin                        | 2                             |
| Oznaczenia: - kolumna pierwsza – skróty nazw drużyn, - kolumna trzecia – siedziba klubu, - kolumna czwarta – miejsce zajęte w poprzednim sezonie. |                               |                               |                               |

## Statystyka

### Tabela medalowa
Mistrzostwo Irlandii zostało do tej pory zdobyte przez 19 różnych drużyn.
Stan po sezonie 2024.
| Lp. | Klub                   | Miejsca na podium | Miejsca na podium | Miejsca na podium | Zwycięskie sezony                                                                                                |    |    | |
| --- | ---------------------- | ----------------- | ----------------- | ----------------- | --- | -- | -- | --- |
| Lp. | Klub                   | 1.                | Shamrock Rovers   | 21                | Zwycięskie sezony                                                                                                | 16 | 15 | 1922/23, 1924/25, 1926/27, 1931/32, 1937/38, 1938/39, 1953/54, 1956/57, 1958/59, 1963/64, 1983/84, 1984/85, 1985/86, 1986/87, 1993/94, 2010, 2011, 2020, 2021, 2022, 2023 |
| 2.  | Dundalk                | 14                | 12                | 9                 | 1932/33, 1962/63, 1966/67, 1975/76, 1978/79, 1981/82, 1987/88, 1990/91, 1994/95, 2014, 2015, 2016, 2018, 2019    |    |    | |
| 3.  | Shelbourne             | 14                | 10                | 12                | 1925/26, 1928/29, 1930/31, 1943/44, 1946/47, 1952/53, 1961/62, 1991/92, 1999/00, 2001/02, 2003, 2004, 2006, 2024 |    |    | |
| 4.  | Bohemians              | 11                | 15                | 15                | 1923/24, 1927/28, 1929/30, 1933/34, 1935/36, 1974/75, 1977/78, 2000/01, 2002/03, 2008, 2009                      |    |    | |
| 5.  | St. Patrick’s Athletic | 8                 | 5                 | 6                 | 1951/52, 1954/55, 1955/56, 1989/90, 1995/96, 1997/98, 1998/99, 2013                                              |    |    | |
| 6.  | Waterford United       | 6                 | 4                 | 7                 | 1965/66, 1967/68, 1968/69, 1969/70, 1971/72, 1972/73                                                             |    |    | |
| 7.  | Drumcondra             | 5                 | 5                 | 4                 | 1947/48, 1948/49, 1957/58, 1960/61, 1964/65                                                                      |    |    | |
| 8.  | Cork United            | 5                 | 0                 | 0                 | 1940/41, 1941/42, 1942/43, 1944/45, 1945/46                                                                      |    |    | |
| 9.  | Cork City              | 3                 | 9                 | 5                 | 1992/93, 2005, 2017                                                                                              |    |    | |
| 10. | Sligo Rovers           | 3                 | 3                 | 8                 | 1936/37, 1976/77, 2012                                                                                           |    |    | |
| 11. | Derry City             | 2                 | 7                 | 3                 | 1988/89, 1996/97                                                                                                 |    |    | |
| 12. | Limerick               | 2                 | 2                 | 3                 | 1959/60, 1979/80                                                                                                 |    |    | |
| 13. | Athlone Town           | 2                 | 1                 | 3                 | 1980/81, 1982/83                                                                                                 |    |    | |
| 14. | St. James’s Gate       | 2                 | 1                 | 0                 | 1921/22, 1939/40                                                                                                 |    |    | |
| 15. | Cork Athletic          | 2                 | 0                 | 0                 | 1949/50, 1950/51                                                                                                 |    |    | |
| 16. | Drogheda United        | 1                 | 2                 | 4                 | 2007 |    |    | |
| 17. | Cork Celtic            | 1                 | 2                 | 1                 | 1973/74 |    |    | |
| 18. | Cork Hibernians        | 1                 | 1                 | 3                 | 1970/71 |    |    | |
| 19. | Dolphin                | 1                 | 1                 | 0                 | 1934/35 |    |    | |
| 20. | Finn Harps             | 0                 | 3                 | 1                 | |    |    | |
| 21. | Cork                   | 0                 | 2                 | 2                 | |    |    | |
| 22. | Evergreen United       | 0                 | 2                 | 1                 | |    |    | |
| 23. | Galway United          | 0                 | 1                 | 1                 | |    |    | |
| 24. | Jacobs                 | 0                 | 0                 | 1                 | |    |    | |